# روزی روزگاری بچگی
روزی روزگاری بچگی (انگلیسی: Once Upon a Boyhood; کره‌ای: 소년시대) یک مجموعه اینترنتی کره جنوبی سال ۲۰۲۳ با بازی ایم شی وان، لی سون بین، لی شی وو و کانگ هه وون است. این مجموعه از از ۲۴ نوامبر تا ۲۲ دسامبر ۲۰۲۳، جمعه‌ها ساعت ۲۰:۰۰ (کی‌اس‌تی) از کوپانگ پلی پخش شد.

## بازیگران

### اصلی
- ایم شی وان در نقش جانگ بیونگ ته[۴][۵]
- لی سون بین در نقش پارک جی یونگ[۴][۶]
- لی شی وو در نقش جونگ گیونگ ته[۴][۷]
- کانگ هه وون در نقش کانگ سون هوا[۴][۸]

### مکمل
- سو دونگ گیو در نقش یو سونگ هو[۹]
- سو هیون چول در نقش جانگ هاک سو[۱۰]
- کیم جونگ جین در نقش یانگ چول هونگ[۱۱]
- لی سانگ جین در نقش جو هو سوک[۱۲]